# Casa Escolà
La Casa Escolà és un edifici del municipi de Mataró (Maresme) que forma part de l'Inventari del Patrimoni Arquitectònic de Catalunya.

## Descripció

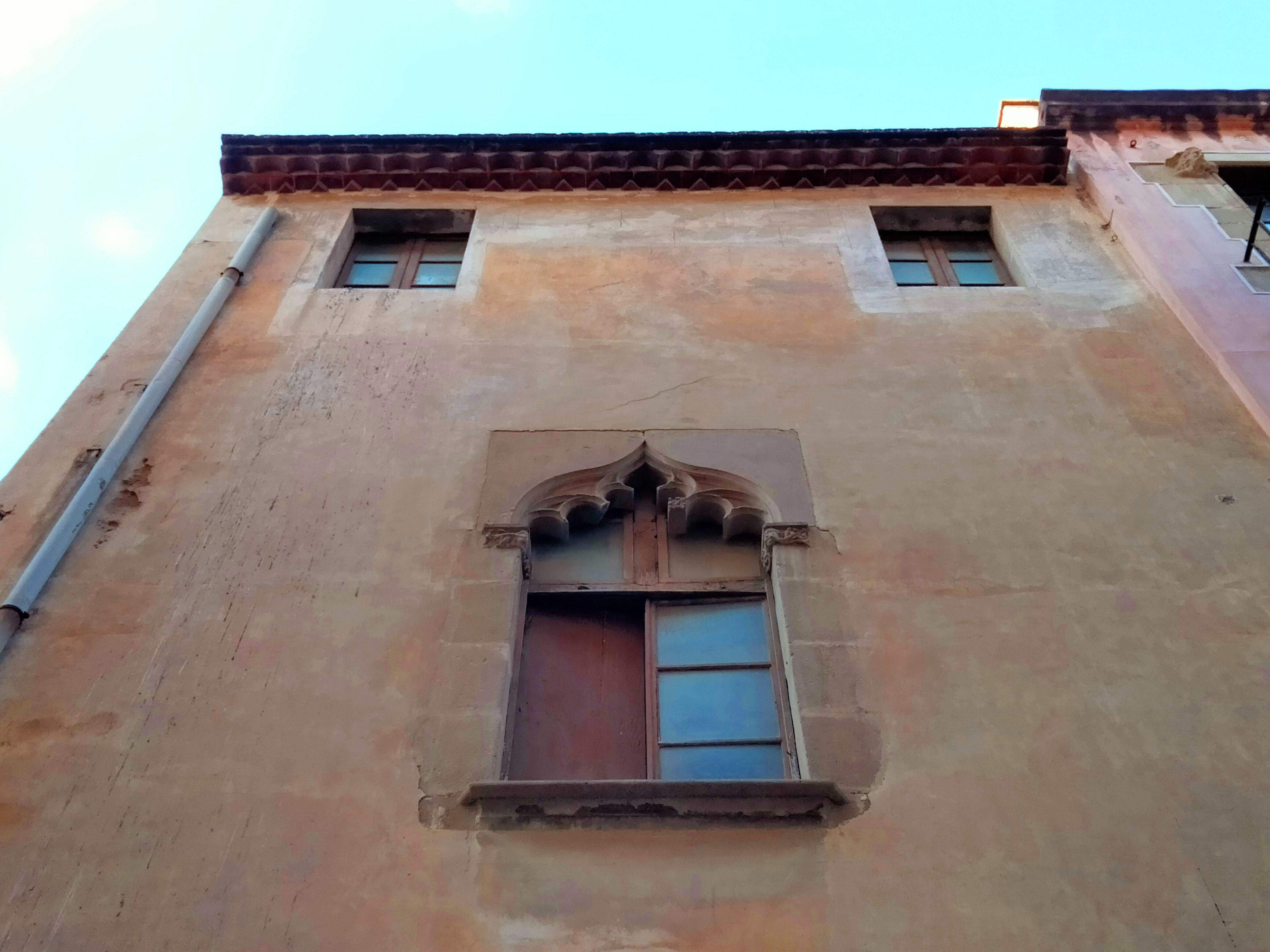
Finestra gòtica

És un edifici civil. És una casa formada per una planta baixa i dos pisos. Es tracta d'una construcció del segle xv, absolutament modificada i de la qual només es conserva una finestra gòtica a la façana, realitzada amb carreus de pedra, i que presenta la llinda treballada en forma d'arc conopial amb lòbuls, i la línia d'impostes esculpida.